# دوخة
الدوخة هو مصطلح غير دقيق يمكن أن يشير إلى ضعف الإدراك في المكان، الدوار، أو شعور بالأغماء. يمكن أن يشير أيضا إلى اختلال التوازن أو شعور غير محدد، مثل التشوش أو الحماقة.
تسبب العديد من الحالات الدوخة لأن أجزاء متعددة من الجسم مطلوبة للحفاظ على التوازن بما في ذلك الأذن الداخلية، العينين، العضلات، الهيكل العظمي، والجهاز العصبي.
الدوخة هي شكوى طبية شائعة، تؤثر على 20-30٪ من الأشخاص. يتم تقسيم الدوخة إلى 4 أنواع فرعية رئيسية: الدوار (~ 25-50٪)، اختلال التوازن (أقل من ~ 15٪)، ماقبل الأغماء (أقل من ~ 15٪)، والدوخة غير المحددة (~ 10٪).
- الدوار (Vertigo) هو مصطلح طبي معين يستخدم لوصف الشعور أو الإحساس بدوران الأشياء المحيطة من حولك. كثير من الناس تجد الدوار مقلقا للغاية وكثيرا ما يرتبط به الغثيان والقيء. والدوار يمثل حوالي 25 ٪ من حالات حدوث الدوخة.[5]
- اختلال التوازن (Disequilibrium) هو إحساس المرء بأنه في حالة عدم توازن، وغالبا ما يتميز خلل التوازن بالسقوط المتكرر في اتجاه معين. غالبا في هذه الحالة لا يرتبط بالغثيان أو القيء.
- ما قبل الإغماء (Presyncope) هو الشعور بخفة الرأس وضعف العضلات وشعور الشخص بأنه سيغمى عليه.
- الدوار الغير محدد غالبا ما يكون نفسية في الأصل.و هو تشخيص بالاستبعاد، ويمكن في بعض الأحيان يكون ناجما عن فرط التنفس.[7]

## كلمة «الدوخة» في اللغة
كلمة الدَّوخَة في اللغة العربية لها معنىً مختلفٌ عن المعنى الدارج في مجال الطب وبين العامَّة. فالفعل داخَ يعني ذَلَّ، وداخَ البِلاَدَ: قَهَرَهَا واسْتَوْلَى على أهْلِهَا، كدَوَّخَها ودَيَّخَها كما ورد في القاموس المحيط. فالمعنى المستخدم ههنا معدولٌ عمَّا يعنيه جذرُ الكلمة. فمن أرد الصوابَ فله قول: أصبتُ بدُوارٍ.

## التشخيص

### التشخيص التفريقي
قد تحدث الدوخة من خلل يشمل الدماغ (وخاصة جذع الدماغ أو المخيخ)، الأذن الداخلية، العينين، القلب، الجهاز الوعائي، حجم السائل، الدم، الحبل الشوكي، الأعصاب الطرفية، أو الشوارد في الجسم. يمكن أن تصاحب الدوخة بعض الأحداث الخطيرة، مثل الارتجاج أو نزيف الدماغ، الصرع، النوبات (التشنجات)، السكتات الدماغية، حالات التهاب السحايا، والتهاب الدماغ. ومع ذلك، يمكن تقسيم الفئات الفرعية الأكثر شيوعا على النحو التالي: 40٪ خلل وظيفي دهليزي محيطي، و 10٪ آفة في الجهاز العصبي المركزي، و 15٪ اضطراب نفسي، و 25٪ إسينكوب / اختلال التوازن، و 10٪ دوخة غير محددة. بعض الأمراض الدهليزية لها أعراض مرضية للاضطرابات العقلية.
في حين ركز التدريس الطبي التقليدي على تحديد سبب الدوخة بناء على الفئة (مثل الدوار مقابل الإغماء)، تشير الأبحاث الحديثة إلى أن هذا التحليل ذو فائدة سريرية محدودة.
تشمل الحالات الطبية التي غالبا ما يكون لها الدوخة كعرض ما يلي:
- حمل
- انخفاض في ضغط الدم (انخفاض ضغط الدم)
- انخفاض الأوكسجين في الدم (hypoxemia)
- نقص الحديد (فقر الدم)
- نقص فيتامين بي12
- انخفاض نسبة السكر في الدم (نقص سكر الدم)
- التغيرات الهرمونية (مثل مرض الغدة الدرقية، والطمث والحمل)
- نوبة الهلع
- فرط التنفس
- قَلَق
- الضعف
- عدم انتظام ضربات القلب
- تناقص القدرات البصرية والتوازن والإدراك الحسى بالمكان والاتجاهات مع تقدم العمر
- دوار الوضعة الانتيابي الحميد
- مرض منيير
- الْتِهابُ العَصَبونِ الدِّهْليزِي
- التهاب الأذن الداخلية
- التهاب الأذن الوسطى
- ورم العصب السمعي
- داء الحركة
- متلازمة رامسي-هانت
- الصداع النصفي
- التصلب المتعدد
- السكتة الدماغية هي سبب الدوار المعزول في 0.7 ٪ من الناس الذين يقدمون إلى غرفة الطوارئ.[5]

## الآلية
حالات كثيرة تسبب الدوخة لأن أجزاء متعددة من الجسم مطلوبة للحفاظ على التوازن، منها الأذن الداخلية والعينين والعضلات والهيكل العظمي، والجهاز العصبي وعلى الأخص الدماغ.
الأسباب الفسيولوجية الشائعة للدوخة ما يلي:
- عدم كفاية إمدادات الدم إلى الدماغ بسبب:
  - انخفاض مفاجئ في ضغط الدم[10]
  - مشاكل في القلب أو انسداد الشرايين[10]
  - فقر الدم، بما في ذلك، فقر الدم الناجم عن عوز فيتامين بي12، فقر الدم الناجم عن عوز الحديد[12]
- الوقوف بسرعة كبيرة/الوقوف لفترات طويلة
- فقدان أو تشويه (اختلال) الرؤية أو المنبهات البصرية[10]
- اضطرابات الأذن الداخلية[10]
- تشويه (اختلال) الدماغ / وظيفة الجهاز العصبي نتيجة لأدوية مثل المضادات والمسكنات[10]

## علم الأوبئة
حوالي 20-30 ٪ من السكان ذكروا انهم عانوا من الدوخة في مرحلة ما من العام السابق.

## الدوخة عند الاستيقاظ
من يستيقظ ويشعر بأن عنده دوخة أو أن الأشياء تدور من حوله، فعليه البقاء أولا مستلقيا في السرير، مثلا لمدة دقيقة ونصف . ثم يجلس باحتراس على حافة السرير لمدو دقيقة ونصف أخرى، يرفع خلالها رأسه مائلة قليلا إلى أعلى بحيث ينظر إلى حافة التقاء الحائط أمامه مع السقف. من المفترض أن تزول الدوخة . فإذا لم تزول فعليه الإسراع والاهتمام بالذهاب إلى طبيب الطوارئء لمعرفة سبب الدوخة ؛ فقد يكون السبب وخيما كما في حالة سكتة دماغية.

## وصلات خارجية
- Dizzytimes.com لأجل الذين يعانون من الدوار والدوخة
- Dysautonomia شبكة الشباب الأمريكية، وشركة

قالب:Cognition, perception, emotional state and behaviour symptoms and signs